# آریانا گرینبلات
آریانا گرینبلات (به انگلیسی: Ariana Greenblatt؛ زادهٔ ۲۷ اوت ۲۰۰۷ در نیویورک) بازیگر آمریکایی است. او با بازی در نقش دافنه دیاز شخصیت اصلی سریال گیر افتاده در میان از شبکهٔ دیزنی به شهرت رسید. او همچنین در فیلم‌های ایوان منحصربه‌فرد (۲۰۲۰)، عشق و هیولاها (۲۰۲۰) و انتقام‌جویان: جنگ ابدیت (۲۰۱۸) بازی کرده‌است.

## اوایل زندگی
آریانا گرینبلات در ۲۷ اوت ۲۰۰۷ در نیویورک متولد شد. او اسپانیایی‌تبار است.

## زندگی حرفه‌ای
او در سال ۲۰۱۶، در سریال کمدی گیر افتاده در میان در شبکه دیزنی، نقش اصلی را به دست آورد و در ۲۰۱۷ اولین نقش سینمایی خود را در فیلم کریسمس مادرهای بد بازی کرد.
پس از ایفای نقش گامورای جوان در فیلم انتقام‌جویان: جنگ ابدیت، گرینبلات در صنعت فیلم شناخته شد و پس از آن در فیلم‌هایی مانند در هایتس و عشق و هیولاها ظاهر شد و در فیلم‌های پویانمایی اسکوب و بچه رئیس: کسب‌وکار خانوادگی به ترتیب صداپیشگی ولما دینکلی جوان و تابیتا دختر بزرگ تیم، را انجام داد و همچنین در کنار آدام درایور در فیلم علمی تخیلی ۶۵ در سال ۲۰۲۳ ظاهر شد. 
او قرار است در اقتباس فیلم آینده سرزمین‌های مرزی نقش تینی تینا را بازی کند .

## فیلم‌شناسی

### فیلم
| سال  | عنوان                      | نقش               | یادداشت    |
| ---- | -------------------------- | ----------------- | ---------- |
| ۲۰۱۷ | کریسمس مادرهای بد          | لری هارکنس        |            |
| ۲۰۱۸ | انتقام‌جویان: جنگ ابدیت     | گامورای جوان      |            |
| ۲۰۲۰ | اسکوب                      | ولما دینکلی جوان  | صداپیشه    |
| ۲۰۲۰ | ایوان منحصربه‌فرد           | جولیا             |            |
| ۲۰۲۰ | عشق و هیولاها              | مینو              |            |
| ۲۰۲۱ | در هایتس                   | نینا روزاریو جوان |            |
| ۲۰۲۱ | بیدار                      | ماتیلدا آدامز     |            |
| ۲۰۲۱ | بچه رئیس: کسب‌وکار خانوادگی | تابیتا تمپلتون    | صداپیشه    |
| ۲۰۲۳ | ۶۵                         | کوآ               | [ ۸ ]      |
| ۲۰۲۳ | باربی                      | ساشا              |            |
| TBA  | سرزمین‌های مرزی             | تینی تینا         | فیلم آینده |

### تلویزیون
| سال       | عنوان                    | نقش        | یادداشت                           |
| --------- | ------------------------ | ---------- | --------------------------------- |
| ۲۰۱۵      | لیو و مدی                | رینا       | اپیزود: «Joy-to-a-Rooney»         |
| ۲۰۱۶–۲۰۱۸ | گیر افتاده در میان       | دافنه دیاز | نقش اصلی                          |
| ۲۰۱۸      | رقص با ستاره‌ها: نوجوانان | خودش       | شرکت کننده؛ یکی از سه نایب قهرمان |

## یادداشت
1. 1 2  Daphne Diaz
2. 1 2 3  Stuck in the Middle
3. 1 2  Tabitha Templeton
4. 1 2  Tiny Tina